# Казачий узел
Каза́чий у́зел — крепёжный временный узел, образующий незатягивающуюся петлю на конце верёвки. Казачий узел — родственен шкотовому и беседочному узлам. Используют для привязывания верёвки к дереву (столбу, кольцу). При постоянной и переменной нагрузках «держит» хорошо.
Также ранее применяли в советском альпинизме 1950-х годов для блокирования верхней обвязки в качестве обвязывающего узла, который называли «булинем для обвязки».
Отличие от беседочного узла — в последовательности завязывания. После складывания колы́шки, вторую петлю вставляют в неё не со стороны коренного конца верёвки, а со стороны ходового конца (конечной петли).

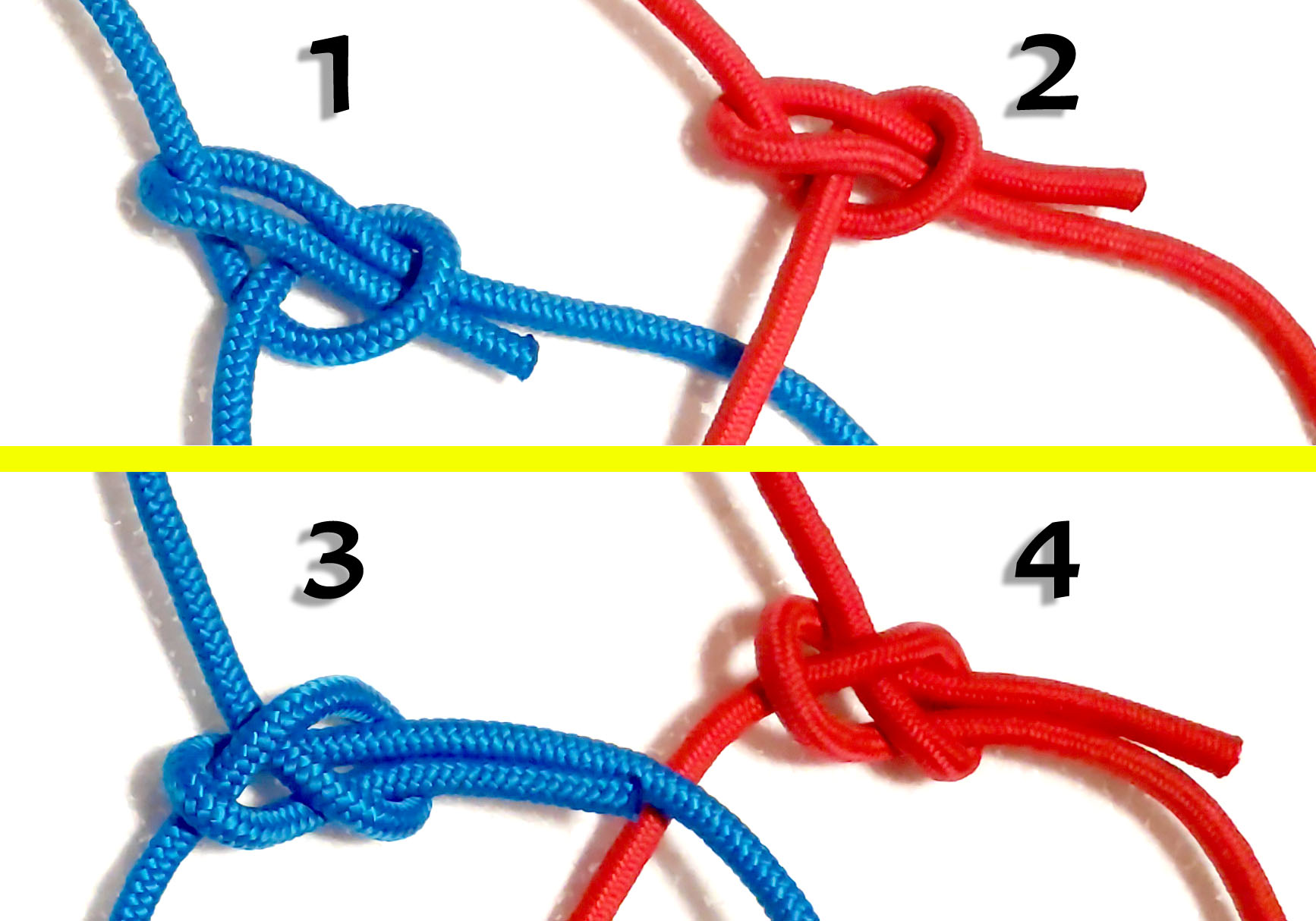
Сравнение казачьего узла (3) с беседочным (1) и родственными ему узлами (голландским (2) и эскимосским (4) булинями). Видно, что с казачьим узлом — наиболее схож эскимосский; они отличаются лишь направлением обноса ходовым концом коренной части петли после пропускания в колышку
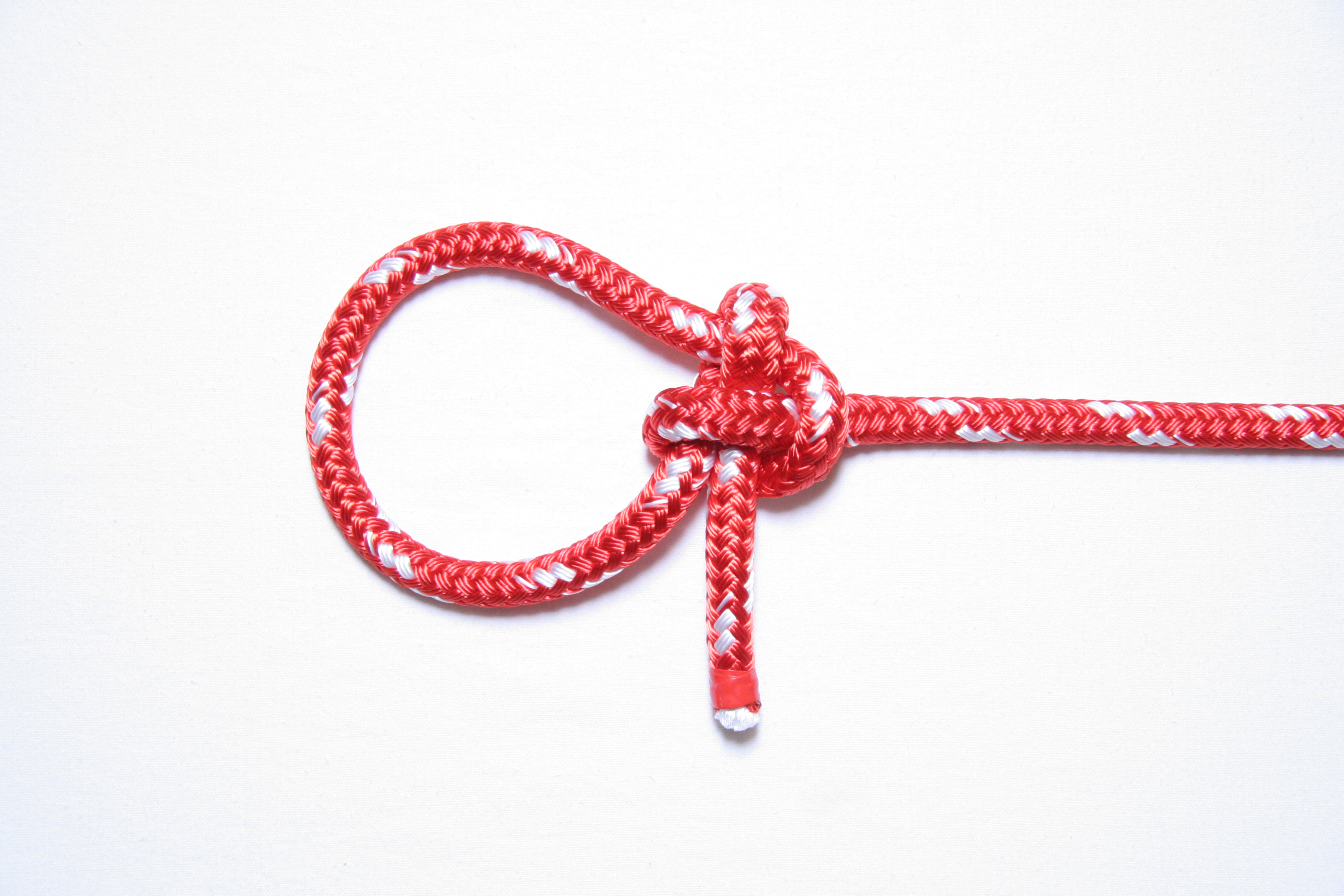
Затянутый «казачий» узел

## Булини
- Беседочный узел
- Голландский булинь
- Полуторный булинь
- Водный булинь
- Двойной булинь
- Бегущий булинь
- Два встречных беседочных узла[фр.]
- Двойной беседочный узел
- Тройной булинь[англ.]
- Встречный булинь
- Двойной беседочный узел
- Португальский булинь
- Испанский булинь
- Казачий узел
- Калмыцкий узел
- Эскимосский булинь
- Односторонняя восьмёрка